# Berlin Alexanderplatz (Film)
Berlin Alexanderplatz ist ein deutsch-niederländischer Spielfilm von Burhan Qurbani aus dem Jahr 2020. Das  Filmdrama orientiert sich frei an dem gleichnamigen Roman von Alfred Döblin aus dem Jahr 1929. Der Regisseur Qurbani, der gemeinsam mit Martin Behnke auch das Drehbuch zum Film schrieb, verlegte die Handlung ins Berlin der Gegenwart.
Erzählt wird in fünf Kapiteln und einem Epilog die Geschichte eines illegalen afrikanischen Immigranten, dargestellt von Welket Bungué, der sich nach der gefährlichen Überfahrt über das Mittelmeer bemüht, trotz aller Umstände ein gutes und anständiges Leben zu führen.
Die Uraufführung war am 26. Februar 2020 im Wettbewerb der 70. Internationalen Filmfestspiele Berlin. Bei der Verleihung des Deutschen Filmpreises im selben Jahr folgten fünf Auszeichnungen, darunter der Filmpreis in Silber als Bester Spielfilm und für Nebendarsteller Albrecht Schuch. Der reguläre deutsche Kinostart erfolgte am 16. Juli 2020.

## Handlung

### Erstes Kapitel
Der 30-jährige Francis aus Guinea-Bissau macht sich mit seiner Geliebten Ida auf die illegale Überfahrt von Westafrika nach Europa. Als das Flüchtlingsboot nachts auf dem Mittelmeer in einen Sturm gerät und kentert, muss er Ida von sich wegstoßen und dem sicheren Tod durch Ertrinken überlassen, um sich selbst zu retten. Francis erwacht als einziger Überlebender an einem Strand in Südeuropa. Er schwört zu Gott, fortan ein anständiger Mensch zu werden.
Francis verschlägt es nach Berlin, wo er in einem Flüchtlingsheim unterkommt und mit anderen Asylbewerbern ohne Papiere und Arbeitserlaubnis auf einer Baustelle am Berliner Alexanderplatz anheuert. Als bei einem Arbeitsunfall ein Kollege schwer verletzt wird und Francis diesen zur Sicherheit von der Baustelle entfernt ablegt, verliert er seinen Job. Der befreundete Ottu verrät Francis an den Vorarbeiter, um die Weiterbeschäftigung der übrigen Schwarzarbeiter nicht zu gefährden. Der wütende Francis attackiert daraufhin Ottu und verletzt ihn schwer. Er flüchtet von der Baustelle, im Glauben Ottu getötet zu haben. Francis zieht verloren durch die nächtliche Stadt und betrinkt sich.

### Zweites Kapitel
Nach der Tat kann Francis nicht mehr ins Flüchtlingsheim zurückkehren. Er wendet sich an den ihm aus dem Heim bekannten Deutschen Reinhold, der die afrikanischen Bewohner zum Drogendealen im Volkspark Hasenheide zu überreden versucht hatte. Der neurotische Reinhold nimmt den gutmütig-naiven Francis in seiner Wohnung auf und versucht, ihn für seine illegalen Geschäfte einzuspannen. Zwischen den beiden Männern entwickelt sich eine intensive, aber auch zwanghafte und zerstörerische Freundschaft. Der sexsüchtige und bindungsgestörte Reinhold lädt die Frauen, die er aufreißt und später wieder loswerden will, bei Francis ab. Francis wiederum weigert sich, Drogen im Park zu verkaufen. Er erklärt sich aber dazu bereit, die Männer im Park mit Essen zu versorgen. Dabei macht er die Bekanntschaft von Reinholds Chef Pums, den er mit Tipps zur besseren Motivation der Dealer beeindrucken kann.
Francis, der mittlerweile von Reinhold auf den Namen Franz „getauft“ wurde, lernt während einer nächtlichen Party die afrodeutsche Clubbesitzerin Eva kennen. Beide verlieben sich ineinander. Francis folgt nun Reinhold nicht mehr bedingungslos und wagt, ihn zu kritisieren. Nachdem sich beide an einem Raubüberfall der Drogenbande auf ein Juweliergeschäft beteiligt haben, versucht Reinhold Franz zu töten, indem er ihn auf der Flucht aus dem fahrenden Auto wirft.

### Drittes Kapitel
Franz wacht im Krankenhaus auf und muss zu seinem Entsetzen feststellen, dass er seinen linken Unterarm verloren hat. Er weigert sich, Eva die Wahrheit zu sagen, die Reinhold gemeinsam mit ihrer Partnerin Berta aus dem Verkehr ziehen will. Beide bringen ihn zur Genesung in der Wohnung von Mieze unter, die unter dem Namen „Kitty“ als Edelprostituierte tätig ist.
Trotz anfänglicher Differenzen verlieben sich Mieze und Franz ineinander. Als er zu verbluten droht, rettet ihm Mieze das Leben. Franz wiederum nimmt gemeinsam mit Mieze an einem Freier Rache, der sie mit K.-o.-Tropfen betäubt hatte. Er wird schon bald ihr Zuhälter und schlägt das Angebot von Eva aus, in eine Wohnung in ihrer Nähe umzuziehen. Als Franz Reinhold in seiner Wohnung überfällt, unterlässt er es, Rache an ihm zu nehmen. Reinhold gesteht Franz, ihn aus Eifersucht auf die Beziehung mit Eva aus dem Wagen gestoßen zu haben.

### Viertes Kapitel
Franz kehrt zu Reinhold zurück und soll schon bald die Drogengeschäfte in der Hasenheide übernehmen, die er vor Mieze geheim hält. Gleichzeitig versucht er seine Geliebte davon zu überzeugen, ihre Arbeit als Prostituierte aufzugeben. Pums beginnt Franz gegenüber Reinhold vorzuziehen. Als sich alle drei an einem gescheiterten Raubüberfall beteiligen, tötet Reinhold Pums. Als Mitwisser erpresst Franz daraufhin Reinhold. Franz will mit ihm das Drogengeschäft zu gleichen Teilen leiten und verlangt einen deutschen Pass. Daraufhin rekrutiert Franz mit Erfolg neue potentielle Dealer in seinem alten Flüchtlingsheim.
Mieze verkündet, von Franz schwanger zu sein. Als Reinhold zu einer großen Kostümparty in Evas Club einlädt, beschließt Franz, Mieze in ihrem Zustand nicht mitzunehmen. Sie trifft sich daraufhin aus Trotz mit einem Kunden, der sich als Reinhold entpuppt. Um mehr über Franz’ Vergangenheit und den Unfall zu erfahren, lässt sie sich auf Reinhold ein und beide verbringen einige Stunden miteinander in einem Hotelzimmer. Auf die Party zurückgekehrt, präsentiert sich Reinhold als Großwildjäger, während er für Franz das Kostüm eines Gorillas ausgesucht und ihm den gewünschten Pass besorgt hat. Eva und Berta finden Franz’ Maskerade demütigend. Dennoch nähert sich Eva Franz wieder an.
Als Franz Reinhold nach der Party Mieze vorstellen möchte, überschlagen sich die Ereignisse. Mieze, die nicht von Reinholds Anwesenheit in ihrer Wohnung unterrichtet ist, ahnt, dass er für das Unglück in Franz’ Vergangenheit verantwortlich sein muss. Sie will mit Franz Berlin so schnell wie möglich verlassen. Auch bezeichnet sie Reinhold als Psychopathen. Die Situation eskaliert. Franz schlägt Mieze, woraufhin sie beide Männer aus der Wohnung wirft.
Franz zieht wieder bei Reinhold ein, der ihm Prostituierte zuführt, um ihn aufzuheitern. Franz kommt aber nicht über Mieze hinweg. Er trifft sich mit ihr. Mieze gibt ihm aber zu verstehen, dass sie nicht seine gute und böse Seite gleichzeitig lieben könne. Daraufhin will Franz aus dem Drogengeschäft aussteigen, verspricht aber Reinhold, weiter loyal zu ihm zu halten. Reinhold, der sich zu Mieze hingezogen fühlt, trifft sich mit ihr, um ihr die Wahrheit über Franz’ Unfall mitzuteilen. Mieze wiederum will Franz freikaufen. Reinhold nimmt die hochschwangere Frau mit auf einen Ausflug, um ihr das Flüchtlingsheim zu zeigen, in dem sich beide kennengelernt hatten. Erschüttert von den dortigen Zuständen flieht Mieze in den angrenzenden Wald. Für einen Kuss verspricht Reinhold ihr, die Wahrheit über Franz’ Unfall zu erzählen. Nach seinem Geständnis erwürgt Reinhold die zutiefst geschockte Mieze.

### Fünftes Kapitel
Reinhold entlässt Franz aus seinen Diensten. Kurz darauf wird Franz wegen des Verdachts, Mieze getötet zu haben, verhaftet. Im Gefängnis versucht er, sich aus Trauer und Schmerz selbst zu vergiften. In seiner Zelle wird er von Visionen von Reinhold und den Menschen, die er auf seiner Reise getroffen hat, heimgesucht. Zur gleichen Zeit vergnügt sich Reinhold berauscht in einem Club mit zwei Prostituierten. Im Fieberwahn scheinen die beiden durch ein unsichtbares Band verbunden zu sein. Reinhold gesteht den Mord an Mieze und versucht, eine der beiden Frauen zu töten. Daraufhin wird er von der anderen Prostituierten niedergeschlagen und später von der Polizei verhaftet.

### Epilog
Franz hat sich dazu entschieden, noch einmal neu zu beginnen. Nach vier Jahren wird er als Francis aus der Haft entlassen. Eva holt ihn vom Gefängnis ab. Begleitet wird sie dabei von Francis’ Tochter, die den Mordanschlag von Reinhold in Miezes Mutterleib überlebt hatte. In der letzten Einstellung sieht man Francis am Neptunbrunnen nahe dem Berliner Alexanderplatz.

## Hintergrund
Noch in der Entwicklungsphase wurde das Filmprojekt 2016 mit dem mit 20.000 Euro dotierten Eurimages Co-Production Development Award gefördert.
Berlin Alexanderplatz wurde von den Produzenten Leif Alexis, Jochen Laube und Fabian Maubach und deren Sommerhaus Filmproduktion in Koproduktion mit dem ZDF und in Zusammenarbeit mit Arte produziert. Lemming Film ist der niederländische Koproduzent. Gefördert wurde der Film durch das Medienboard Berlin-Brandenburg, die Medien- und Filmgesellschaft Baden-Württemberg sowie die Film- und Medienstiftung NRW, durch die Beauftragte der Bundesregierung für Kultur und Medien, die Filmförderungsanstalt, den Deutschen Filmförderfonds, Netherlands Film Fund, The Netherlands Film Production Incentive und Eurimages. Der Film wurde entwickelt mit der Unterstützung von Eurimages und Torino Film Lab.  Der Weltvertrieb liegt bei Beta Cinema.

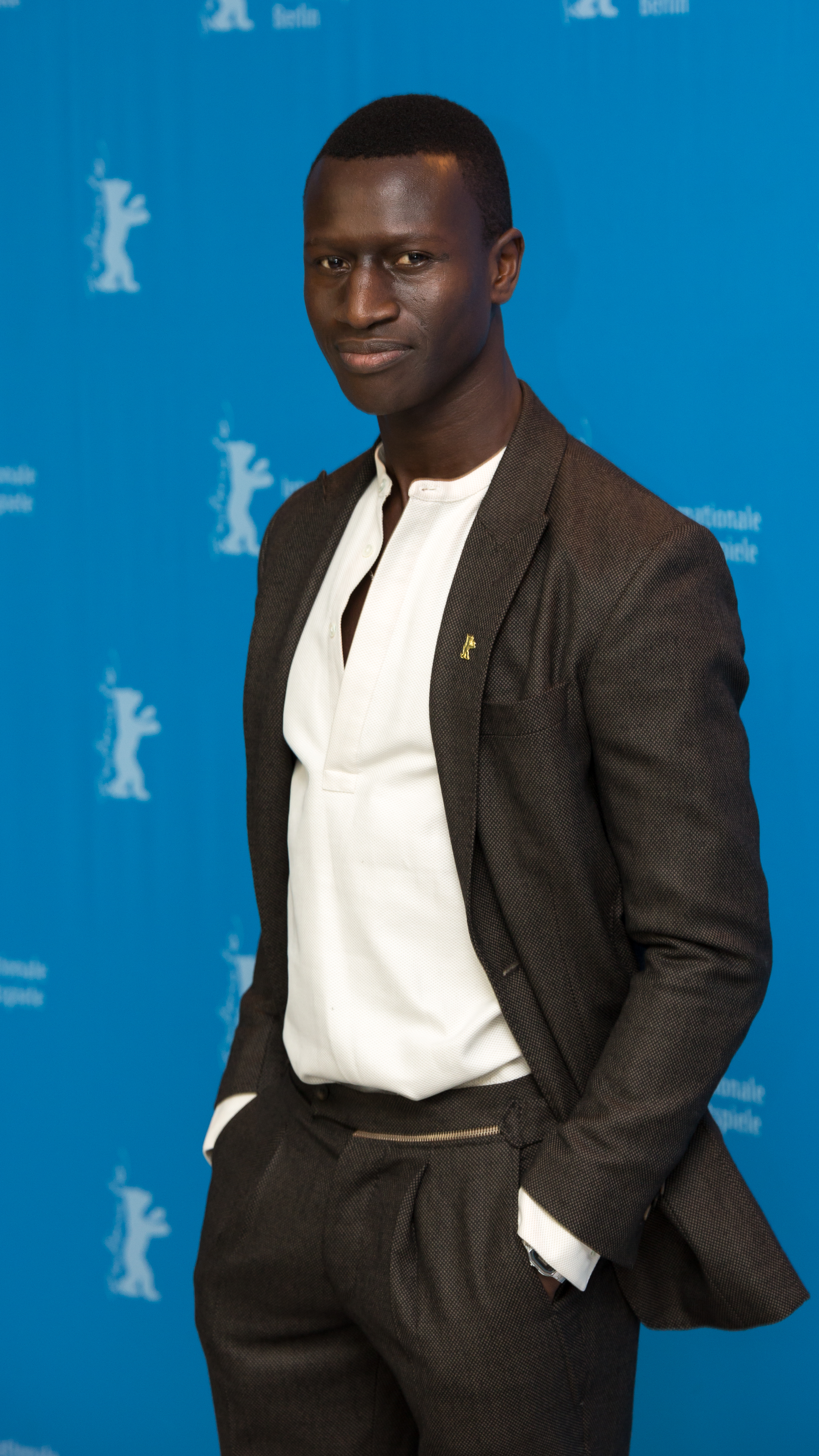
Welket Bungué auf der Berlinale 2017

Die Dreharbeiten fanden von Mai bis Juli 2018 in Berlin, Wandlitz (Barnim), Baden-Württemberg und Nordrhein-Westfalen statt.
In seinem ersten deutschsprachigen Film ist der guinea-bissauisch-portugiesische Schauspieler Welket Bungué in der Hauptrolle des Francis/Franz zu sehen. Der Regisseur Burhan Qurbani hatte die Rolle ursprünglich mit einem Laiendarsteller besetzen wollen, einem tatsächlichen Drogendealer aus der Hasenheide. Doch eine solche Umsetzung stellte sich als zu schwierig heraus. Daraufhin schrieb die Filmproduktionsfirma Schauspieler an, darunter auch Bungué, der Qurbani bei der Berlinale 2017 aufgefallen war, wo er in dem Wettbewerbsfilm Joaquim mitgewirkt hatte. Der Schauspieler arbeitete zu dieser Zeit an einem Theaterstück in Rio de Janeiro und nahm ein Probevideo mit einem Tablet auf, für das ihm seine deutschsprachige Freundin hinter der Kamera soufflierte. Qurbani war anfänglich nicht überzeugt von Bungué, da er ihn als „zu schön“ für die Rolle empfand. Durch Zufall verbrachte Bungué Weihnachten mit seiner Partnerin in Berlin und wurde zu einem Vorsprechen mit Jella Haase und Albrecht Schuch eingeladen. Schuch habe Qurbanis Angaben zufolge ebenfalls auf die Verpflichtung Bungués hingewirkt. So wurde aus der ursprünglich aus Nigeria stammenden Figur eine aus Guinea-Bissau. Die Schauspieler waren dazu angehalten, eigene Hintergrundgeschichten zu den Figuren zu schreiben. Bungué verfasste seine bis zu den Großeltern zurück.
Der deutsche Kinostart im Verleih von Entertainment One war ursprünglich am 16. April 2020 vorgesehen. Nach dem weltweiten Ausbruch der neuartigen Atemwegserkrankung COVID-19 wurde der Film mehrfach verschoben und kam schließlich am 16. Juli 2020 in die deutschen Kinos. Der erste Trailer wurde am 29. Januar 2020 veröffentlicht.

## Rezeption
Carolin Ströbele schwärmt auf ZeitOnline: „Wo soll man anfangen bei diesem Film? Diesem Kosmos an Farben, Tönen, dieser Lebens- und Liebesgeschichte, die einen drei Stunden lang in den Kinosessel drückt. Diesem Werk, das man ohne Übertreibung gewaltig nennen kann. (...) Berlin Alexanderplatz ist weit mehr als ein großer Schauspielerfilm und eine virtuose Literaturverfilmung – es ist eine Parabel gegen den Rassismus. Gegen das Wegschauen. Und das Drama beinhaltet eine Botschaft, zu der man sich nicht nicht verhalten kann.“
Qurbani integriere diese Aktualisierungen in seinen Film, schreibt Tim Caspar Boehme in der taz, ohne den didaktischen Zeigefinger zu schwingen: „Er liefert vielmehr aus der Perspektive der Halbwelt ein Panorama der Welt von heute im Kleinen. Und dramatisiert seine Geschichte wie einen Thriller. Denn eine ernsthaft böse Figur steuert Albrecht Schuch als Unterweltvizeboss Reinhold bei. Dieser Reinhold wird von Schuch als bis in die Poren unheimlicher Psychopath gegeben. Die Verwirrungen des Franz Biberkopf, der im Roman nicht ganz richtig im Kopf ist, sind bei Qurbani ausgelagert, in seiner Version ist Reinhold das böse Alter Ego von Francis, das ihn zu allem verführt und eifersüchtig über ihn wacht.“
Andreas Busche (Der Tagesspiegel) spricht von einem wichtigen Film, der manchmal zu viel wolle: „Döblins Klassiker als Geschichte einer Migration zu erzählen – kein Klassenkonflikt, sondern Sinnbild einer globalen ökonomischen Krise, in der das Gefühl sozialer Entfremdung von der Suche nach einer Identität abgelöst wird –, klingt zu Beginn der zwanziger Jahre des 21. Jahrhunderts einfach zwingend.“ Bei Qurbani sei „Heimat“ ein komplizierterer Begriff als in der Vorlage Döblins. Am Ende zeigt sich der Kritiker hin- und hergerissen: „Kann so das deutsche Kino im Jahr 2020 aussehen? Jein. Qurbani ist seit dem Lichtenhagen-Drama „Wir sind jung. Wir sind stark“ (2014) eine treibende Kraft im deutschen Film. Und eine kluge, nachdrückliche Stimme. Aber im dreistündigen „Berlin Alexanderplatz“ steht sein missionarischer Eifer manchmal seiner erzählerischen Kraft im Weg. Jetzt fehlt Qurbani nur noch die Leichtigkeit.“
Für Rüdiger Suchsland (SWR2 Kultur aktuell) ist der Film ein Favorit für höchste Auszeichnungen. „Döblins „Berlin Alexanderplatz“ ist bei Qurbani eine Geschichte vom Kampf um Anerkennung und Würde. Eine Geschichte des neuen Deutschland, das so MultiKulti ist, wie das Berlin der 20er Jahre, in dem Döblins Roman spielt. Hervorzuheben sind Qurbanis Mitarbeiter: Ein junges Team, das mit einem jungen Zugang belegt, wie frisch und unverstaubt der Stoff ist. Etwa die Filmmusikerin Dascha Dauenhauer, der Kameramann Yoshi Heimrath. Oder die Montage von Phillipp Thomas, die adäquat Döblins Montagetechnik auf die Leinwand überträgt. So ist dies ein ganz ausgezeichneter Film und ein Favorit auf höchste Auszeichnungen bei dieser Berlinale. Spätestens mit diesem Werk beweist Qurbani, dass er einer der wichtigsten Filmemacher des aktuellen deutschen Gegenwartkinos ist.“
Andreas Borcholte (Der Spiegel) meint, es begeistere durchaus, dass sich Regisseur Qurbani dazu entschieden habe, seinen Berlin Alexanderplatz nicht als ein naturalistisches Sozialdrama, sondern als ambivalente, teilweise aus der Realität abstrahierte Parabel zu erzählen. Ausgerechnet dem Hauptdarsteller Welket Bungué gelinge es jedoch nicht, zum emotionalen Zentrum des Films zu werden.
Hannes Klug (junge Welt) äußerte sich negativ zur plumpen Inszenierung und naiven Darstellung von Diskursen zum Thema Rassismus: „Das ist das schwer Erträgliche an diesem Film, der nicht nur filmische Berlin-Klischees en gros aufwärmt, sondern dafür ausgerechnet eine Fluchtgeschichte benutzt. Dazu werden dem Zuschauer Rassismen wie aktuelle Weiß-Schwarz-Diskurse in Dialogform serviert. Francis ändert seinen Namen, und Reinhold kommentiert das so: 'Francis war sein Sklavenname. Jetzt heißt er Franz.' Die Wörter, die Francis als erstes auf deutsch lernt, künden von Hoffnung: Seele, Haus, Sonne, Tag. Der Film spielt fast ausschließlich bei Nacht, und man merkt schnell, hier kämpft einer, der keine Mittel hat, um in einer anderen Welt zurechtzukommen. Das ist das eigentlich Paternalistische und Ärgerliche an diesem Film: 'Menschenschlepper, Schwarzarbeiter, Drogenhändler, Zuhälter, Einbrecher. Wie kann ein Mensch nur so viel überleben? Sag Schande. Schrei Schande!', deklamiert die Stimme aus dem Off. Francis agiert mit der Kompetenz eines großen Kindes. Millionen Einwanderer können es besser, jedoch nicht in diesem Film.“

## Auszeichnungen
Mit Berlin Alexanderplatz konkurrierte Burhan Qurbani zum zweiten Mal nach 2010 um den Goldenen Bären, den Hauptpreis der Berlinale. Gleichzeitig war der Film für den LGBTIQ-Filmpreis Teddy Award nominiert. Berlin Alexanderplatz blieb aber auf der Berlinale unprämiert.
Bei Bekanntgabe der Nominierungen für den Deutschen Filmpreis 2020 führte Berlin Alexanderplatz das Favoritenfeld mit elf Nominierungen an, musste sich aber in den Hauptkategorien Nora Fingscheidts Systemsprenger geschlagen geben und gewann fünf Auszeichnungen:
- Bester Spielfilm – Filmpreis in Silber
- Beste Kamera / Bildgestaltung (Yoshi Heimrath)
- Beste männliche Nebenrolle (Albrecht Schuch)
- Beste Filmmusik (Dascha Dauenhauer)
- Bestes Szenenbild (Silke Buhr)

Nominiert war der Film zudem in den Kategorien Beste Regie (Burhan Qurbani), Bestes Drehbuch (Martin Behnke, Burhan Qurbani), Beste männliche Hauptrolle (Welket Bungué), Beste weibliche Nebenrolle (Jella Haase), Beste Tongestaltung (Simone Galavazi, Michel Schöpping) sowie Beste visuelle Effekte und Animation (Frank Kaminski).
Darüber hinaus erhielt Berlin Alexanderplatz zwei Nominierungen für den Europäischen Filmpreis 2020 (Bester Film, Bestes Drehbuch) sowie eine Nominierung für den European University Film Award. Die Musik von Dascha Dauenhauer wurde mit dem Jurypreis ausgezeichnet.